# Танець на лезі
«Танець на лезі» (англ. Stiletto Dance) — канадсько-американський телевізійний фільм-бойовик 2001 року.

## Сюжет
Поліцейські Кіт і Джей, що працюють «під прикриттям», отримують нове завдання. Вони повинні проникнути в банду російської мафії, яка збирається заволодіти ядерною бомбою і підірвати її в центрі Нью-Йорка. І коли у Кіта і Джея з'являється шанс проявити себе перед Антоном Сібергом, босом російської мафії, вони охоче ним користуються, взявши активну участь у вимаганні та вбивстві. Однак Джей не бажає ставати частиною злочинного світу і виходить з гри. Кіт продовжує працювати і щоб остаточно завоювати довіру Сіберг, він повинен убити свого безпосереднього начальника, капітана поліції.

## У ролях
| Актор           | Роль              |
| --------------- | ----------------- |
| Ерік Робертс    | Кіт Адріан        |
| Романо Орцарі   | Джей Флауєрс      |
| Шон Дойл        | Антон Сіберг      |
| Бретт Портер    | Рольф             |
| Люсі Лорьє      | Лена              |
| Яфет Котто      | капітан Рік Сандс |
| Пітер Батаклієв | Бінкі Зотов       |
| Луїс Феррейра   | Джеймс Лоншер     |
| Марк Камачо     | Рік Туччі         |
| Стефані Біддл   | Даріа             |